# Trichey
Trichey est une petite commune française rurale située dans le département de l'Yonne en Bourgogne, région administrative Bourgogne-Franche-Comté.

## Géographie

### Situation
Trichey se trouve dans la pointe est du département de l'Yonne ; la commune est limitrophe du département de l'Aube par Étourvy, et le département de la Côte-d'Or est à environ 10 km à l'est.
Tonnerre est à 17 km au sud-ouest par la route départementale D202 ; on y trouve la gare de chemin de fer la plus proche de Trichey. Cruzy, son ancien chef-lieu de canton, est à 15 km au sud-est. Ancy-le-Franc est à 23 km au sud, Chaource à 16 km au nord (Aube),.
La commune n'est desservie que par de petites routes de campagne : 
- D95 (Trichey - Thorey et au-delà, la D952 Tonnerre-Arthonay-proximité de Bar-sur-Seine) ;
- D202 (Trichey/Quincerot - Tonnerre) ;
- D162 Quincerot (se prolonge sur Étourvy par la D27 jusqu'à Cussangy)[1].

### Généralités
La commune totalise seulement 661 hectares de surface pour une quarantaine d'habitants, et n'inclut aucun hameau. C'est une commune essentiellement rurale, avec un taux d'urbanisation de 0,6%. de Son relief est assez profondément marqué dans les craies du Crétacé supérieur par la vallée du Landion qui sépare la commune en deux dans l'axe nord-sud ; cette vallée reçoit de nombreuses petites vallées latérales elles aussi assez profondément creusées. Entre plateaux et vallées, les coteaux abrupts montrent un dénivelé moyen de quelque 50 à 60 m d'altitude.

### Géologie
La carte géologique de la commune montre une composition simple.
J9 sur les plateaux correspond au calcaire du Portlandien, Jurassique supérieur. C'est un calcaire clair, massif, de la barre supérieure du Tithonique
Sur les coteaux est indiqué J8 - C7. J8 correspond au Kimméridgien, soit une roche marno-calcaire faite de calcaires tendres en alternance avec des marnes à Exogyra (par exemple Exogyra virgula ou Nanogyra nana, espèces de petites huîtres) ; C7 correspond à des calcaires siliceux lités du Sénonien.
Dans le fond de la vallée principale se trouve un étroit ruban d'alluvions.
A l'ouest et au sud, les deux taches jaune clair marquées « LP » correspondent à des plaques de limons des plateaux (Quaternaire) recouvrant localement la craie du Crétacé. Ces plaques, typiques de la bordure Est du bassin Parisien, sont des formations argilo-limoneuses provenant de la décomposition du calcaire.

### Hydrographie
Il y a peu d'eau à la surface de la commune. Un petit ruisseau  prend source dans le village ; c'est la branche sud du Landion, divisé à sa naissance. Cette branche, peut-être saisonnière, est longue d'environ 3 km ; depuis le village elle coule vers le nord et rejoint à Étourvy dans l'Aube l'autre branche du Landion, en provenance de la limite de Quincerot (commune voisine au nord-est) avec Étourvy. Le Landion est un affluent de l'Ource, elle-même affluent de la Seine.
Outre ce très petit cours d'eau, la carte d'état-major montre la source dite fontaine de Grivet, à environ 850 au sud de Trichey, près de la route de Rugny (côté ouest).

### Climat
Pour des articles plus généraux, voir Climat de la Bourgogne-Franche-Comté et Climat de l'Yonne.
En 2010, le climat de la commune est de type climat des marges montargnardes, selon une étude du Centre national de la recherche scientifique s'appuyant sur une série de données couvrant la période 1971-2000. En 2020, Météo-France publie une typologie des climats de la France métropolitaine dans laquelle la commune est exposée à un climat océanique altéré et est dans la région climatique  Lorraine, plateau de Langres, Morvan, caractérisée par un hiver rude (1,5 °C), des vents modérés et des brouillards fréquents en automne et hiver. 
Pour la période 1971-2000, la température annuelle moyenne est de 10,1 °C, avec une amplitude thermique annuelle de 15,7 °C. Le cumul annuel moyen de précipitations est de 847 mm, avec 12,5 jours de précipitations en janvier et 8,2 jours en juillet. Pour la période 1991-2020, la température moyenne annuelle observée sur la station météorologique de Météo-France la plus proche, « Cruzy_sapc », sur la commune de Cruzy-le-Châtel à 10 km à vol d'oiseau, est de 11,1 °C et le cumul annuel moyen de précipitations est de 845,8 mm. 
La température maximale relevée sur cette station est de 40,7 °C, atteinte le 25 juillet 2019 ; la température minimale est de −21 °C, atteinte le 16 janvier 1985,,. 
Les paramètres climatiques de la commune ont été estimés pour le milieu du siècle (2041-2070) selon différents scénarios d'émission de gaz à effet de serre à partir des nouvelles projections climatiques de référence DRIAS-2020. Ils sont consultables sur un site dédié publié par Météo-France en novembre 2022.

## Urbanisme

### Typologie
Au 1er janvier 2024, Trichey est catégorisée commune rurale à habitat très dispersé, selon la nouvelle grille communale de densité à sept niveaux définie par l'Insee en 2022.
Elle est située hors unité urbaine. Par ailleurs la commune fait partie de l'aire d'attraction de Tonnerre, dont elle est une commune de la couronne,. Cette aire, qui regroupe 38 communes, est catégorisée dans les aires de moins de 50 000 habitants,.

### Occupation des sols
L'occupation des sols de la commune, telle qu'elle ressort de la base de données européenne d’occupation biophysique des sols Corine Land Cover (CLC), est marquée par l'importance des territoires agricoles (83,1 % en 2018), une proportion identique à celle de 1990 (83,1 %). La répartition détaillée en 2018 est la suivante : 
terres arables (68,7 %), forêts (16,9 %), zones agricoles hétérogènes (14,4 %). L'évolution de l’occupation des sols de la commune et de ses infrastructures peut être observée sur les différentes représentations cartographiques du territoire : la carte de Cassini (XVIIIe siècle), la carte d'état-major (1820-1866) et les cartes ou photos aériennes de l'IGN pour la période actuelle (1950 à aujourd'hui).

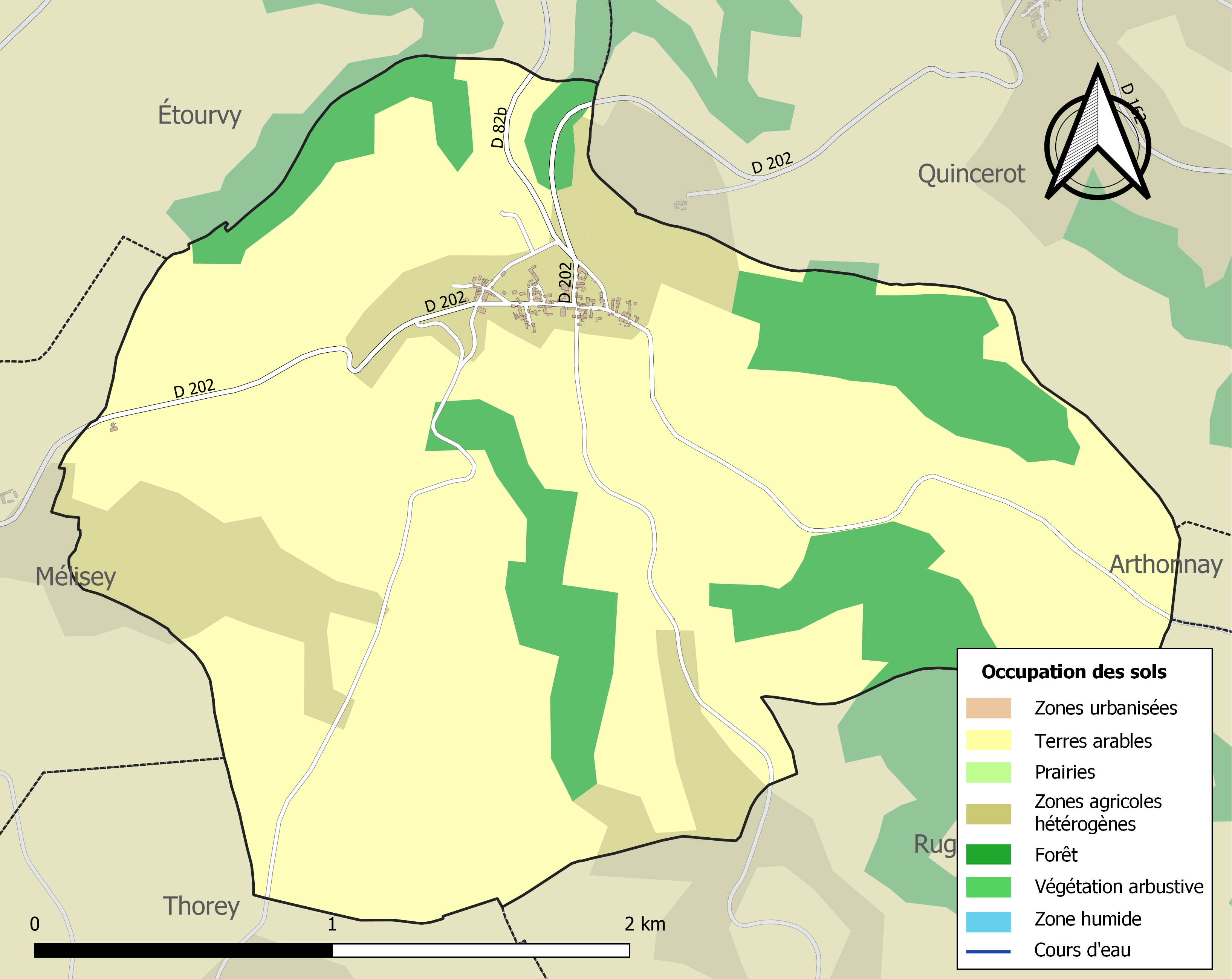
Carte des infrastructures et de l'occupation des sols de la commune en 2018 (CLC).

## Toponymie
Formes successives connues du nom :
- Treicheium, XIe siècle (cart. gén. de l'Yonne, II, 29) ;
- Strichiacum, 1101 (cart. gén. de l'Yonne, I, 206) ;
- Tricheium, 1332 (abbaye de Reigny) ;
- Triché, 1340 (cart. du comté de Tonnerre, arch. de la Côte-d'Or)[21].

## Histoire
L'abbaye de Quincy, fondée en 1133 à 1 km au nord de Tanlay par les moines de Pontigny, est à 10 km au sud de Trichey. De rayonnement variable au fil des siècles, elle a abrité jusqu'à environ 150 moines et devait alors être une institution de poids dans la vie locale.
Les registres paroissiaux de Trichey commencent en 1747.
Jusqu'en 1792 Trichey faisait partie du diocèse de Langres, de la province de l'Île-de-France, de l'élection de Saint-Florentin et du bailliage d'Ervy.
En 1839, 265 personnes vivaient sur la commune. Le maire s'appelait Hugot, son adjoint Guenin, le prêtre Chupier et l'instituteur Boudrey. En 1862 un château de Grivet est mentionné comme détruit ; il en reste de nos jours le nom donné à la source dite « fontaine de Grivet » (voir paragraphe « Hydrographie »).
Faisant partie du canton de Cruzy-le-Châtel de longue date, en 2000 Trichey entre dans la communauté de communes du Tonnerrois créée cette année-là. Le 1er janvier 2014, toutes les communes de cette communauté de communes sont absorbées par la nouvelle communauté de communes Le Tonnerrois en Bourgogne.

## Politique et administration

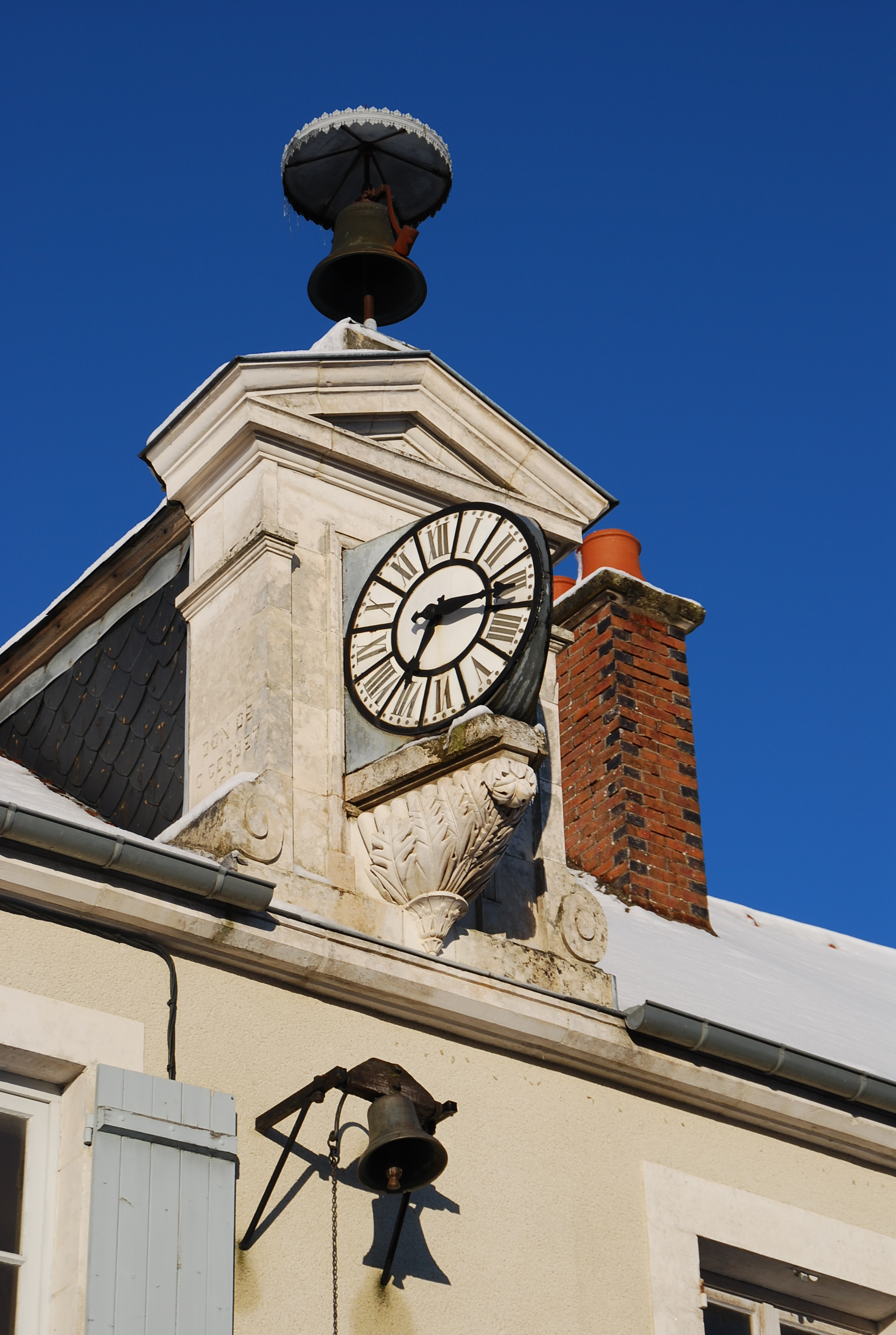
L’horloge de la mairie

| Période    | Période  | Identité         | Étiquette | Qualité |
| ---------- | -------- | ---------------- | --------- | ------- |
| avant 1981 | ?        | Gilbert Roux     | PCF       |         |
| 2014       | En cours | Delphine Griffon | DVD       |         |

## Démographie
L'évolution du nombre d'habitants est connue à travers les recensements de la population effectués dans la commune depuis 1793. Pour les communes de moins de 10 000 habitants, une enquête de recensement portant sur toute la population est réalisée tous les cinq ans, les populations de référence des années intermédiaires étant quant à elles estimées par interpolation ou extrapolation. Pour la commune, le premier recensement exhaustif entrant dans le cadre du nouveau dispositif a été réalisé en 2006.

En 2022, la commune comptait 43 habitants, en stagnation par rapport à 2016 (Yonne : −1,95 %, France hors Mayotte : +2,11 %).
| 1793 | 1800 | 1806 | 1821 | 1831 | 1836 | 1841 | 1846 | 1851 |
| ---- | ---- | ---- | ---- | ---- | ---- | ---- | ---- | ---- |
| 237  | 249  | 278  | 245  | 245  | 265  | 256  | 256  | 237  |

| 1856 | 1861 | 1866 | 1872 | 1876 | 1881 | 1886 | 1891 | 1896 |
| ---- | ---- | ---- | ---- | ---- | ---- | ---- | ---- | ---- |
| 219  | 211  | 211  | 201  | 189  | 186  | 180  | 168  | 156  |

| 1901 | 1906 | 1911 | 1921 | 1926 | 1931 | 1936 | 1946 | 1954 |
| ---- | ---- | ---- | ---- | ---- | ---- | ---- | ---- | ---- |
| 143  | 139  | 126  | 112  | 101  | 101  | 91   | 72   | 90   |

| 1962 | 1968 | 1975 | 1982 | 1990 | 1999 | 2006 | 2011 | 2016 |
| ---- | ---- | ---- | ---- | ---- | ---- | ---- | ---- | ---- |
| 85   | 68   | 48   | 66   | 57   | 53   | 50   | 39   | 43   |

| 2021 | 2022 | - | - | - | - | - | - | - |
| ---- | ---- | - | - | - | - | - | - | - |
| 42   | 43   | - | - | - | - | - | - | - |

## Lieux et monuments
- L'église Saint-Aventin-de-Troyes possède encore des parties du bâtiment du XIIe siècle. Elle est bâtie sur un plan d'un parallélogramme irrégulier, avec une annexe à gauche de la nef. Sa nef mesure 20,80 m x 5,90 m. Sa largeur au niveau de l'autel est de 8,10 m. Sa hauteur varie : 6,15 m dans la nef (assez basse), 6,90 m à l'autel. Elle est munie d'une tour carrée au-dessus du porche. Autour des combles de la nef se trouve un cordon de modillons en console, du XIIe siècle.  Au sud de la nef s'ouvre une baie très étroite en lancette et chanfreinée. Autour des combles du chœur se trouvent des modillons rustiques plus anciens et un chapiteau du XIIIe siècle à crosses. De chaque côté du chœur voûté sur des nervures de la fin du XVe siècle, s'ouvre une baie à nervures dans le style gothique flamboyant (1420-début XVIe siècle.  Le chevet droit est percé d'une baie du XIIIe siècle[33].

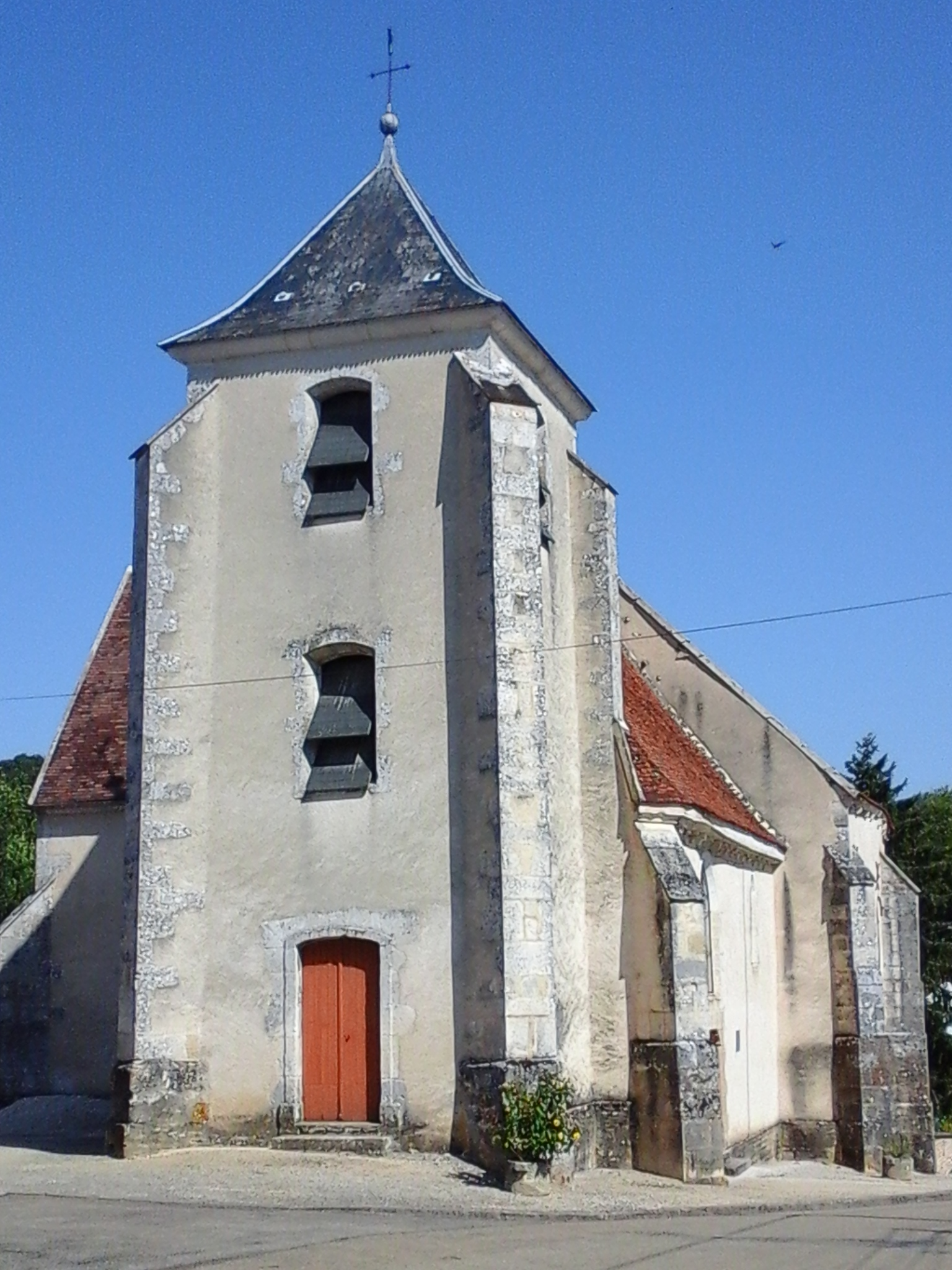
L’église Saint-Aventin.

- Sur le mur d'une maison proche de l'église, se tient un chapiteau sculpté de branches et de feuillages, trouvé dans la terre en face de l'église[33].
- Quantin (et d'autres) signalent pour Trichey des cercueils de pierre trouvés aux Ouches[33], quoiqu'un lieu-dit de ce nom n'apparaisse pas dans les cartes historiques (Cassini, cartes d'état-major anciennes et récentes, ....)

Dans les environs se trouvent nombre d'autres lieux d'intérêt, tant local (à Étourvy l'église Saint-Georges, les lavoirs et le moulin à farine et à huile, atelier de forge et charronnage à Cruzy, etc) qu'à rayonnement plus large (château de Tanlay - 14 km au sud, château de Meaulnes à Cruzy, château d'Ancy-le-Franc, musées et monuments à Tonnerre, etc.).

## Protections environnementales
Une grande partie de la commune de Trichey est incluse dans la zone naturelle d'intérêt écologique, faunistique et floristique (ZNIEFF) continentale de type 2 du « Massif calcaire du Tonnerrois oriental et Armançon », soit 30 001,77 hectares sur 44 communes au total. Cette ZNIEFF vise de façon générale une portion de la vallée de l'Armançon et un large secteur de plateaux calcaires d'âge jurassique supérieur et moyen. Le couvert végétal comprend des massifs forestiers faits essentiellement de feuillus, et des cultures intercalées ; des prairies occupent les fonds de vallées, les coteaux présentent des pelouses sèches et des fruticées. La surface communale d'environ 559 ha concernée par cette ZNIEFF sur Trichey, inclut presque tout le terrain, habitat compris, au sud de la route D202, excepté le terrain (env. 4,6 ha compris par la boucle que fait cette route à la sortie de Trichey en direction de Quincerot : à cet endroit la limite nord de la ZNIEFF suit le chemin de la ferme Saint-Nicolas (située sur Quincerot).

## Pour approfondir